# Lorient (Saint-Barthélemy)
Pour les articles homonymes, voir Lorient (homonymie).
Lorient est un quartier de Saint-Barthélemy dans les Caraïbes. Il est situé dans la partie nord de l'île.
Lorient est un village fondé par des colons bretons le Gwenn-ha-du, le drapeau de la Bretagne, flotte toujours dans le village. C'est l'une des plus anciennes colonies de l'île,. Lorient est situé à environ 4 km à l'est de la ville principale de Gustavia et constitue le centre régional de la partie orientale de l'île.
La première église est construite en 1724. Elle incendiée par des pirates puis reconstruite en 1820. L'église actuelle date de 1850 et est dédiée à Notre-Dame de l'Assomption. Elle a été construite comme église catholique à l'époque suédoise. Le clocher est ajouté en 1860 avec une cloche coulée à Nantes. En 1995, l'église et la tour obtiennent le statut de monument historique,.
La plage de Lorient est adaptée aux enfants et appréciée des surfeurs,. Le festival de musique de Saint-Barth est organisé chaque année en janvier, avec des concerts et des spectacles de danse, de musique classique, d'opéra, de ballet et de jazz. Le festival a lieu à Gustavia et Lorient.
Johnny Hallyday possédait une villa à Lorient et a été inhumé au cimetière paroissial du village le 11 décembre 2017,.

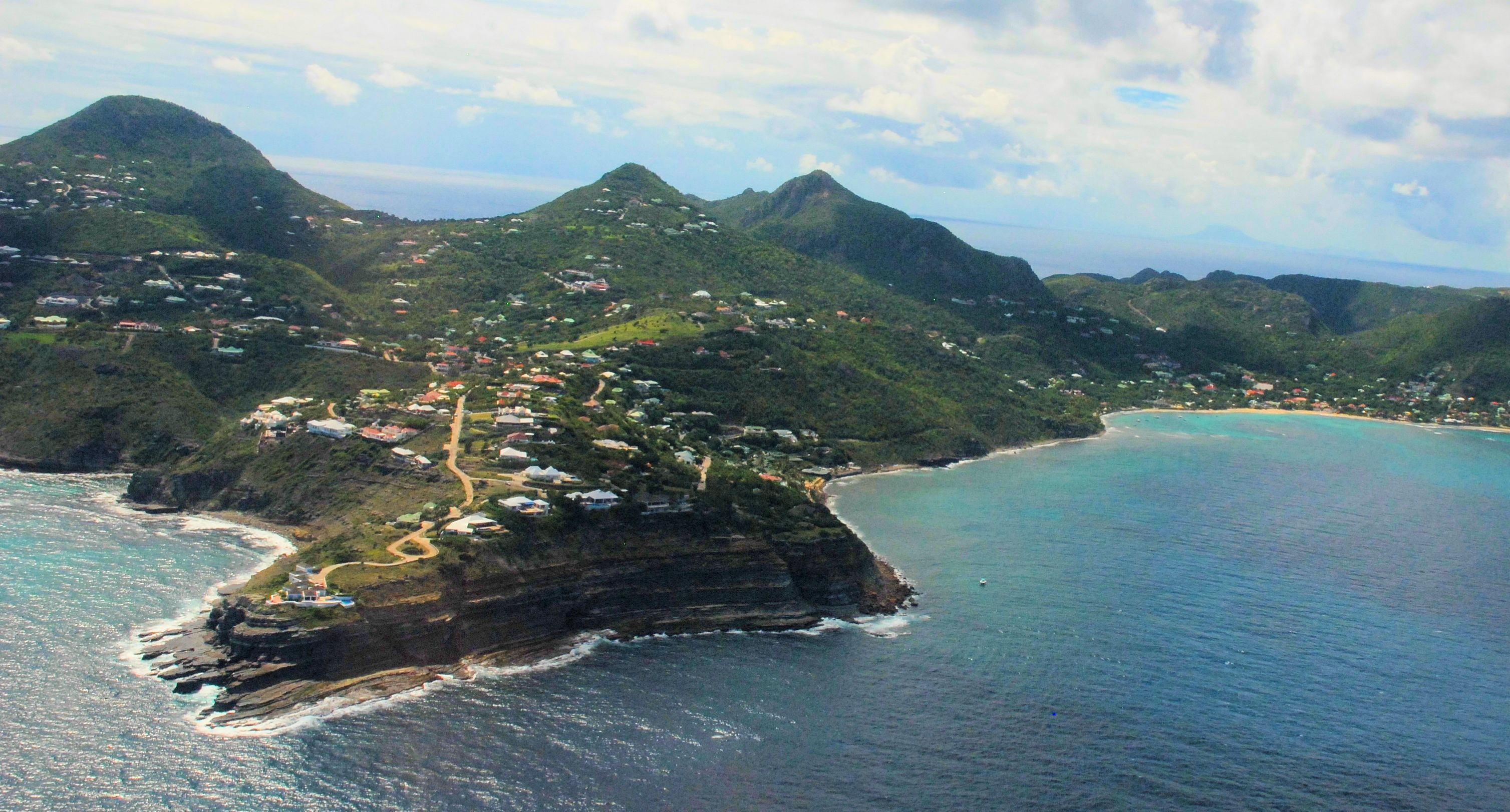
Vue de l'anse de Lorient à droite du cap de Pointe Milou.
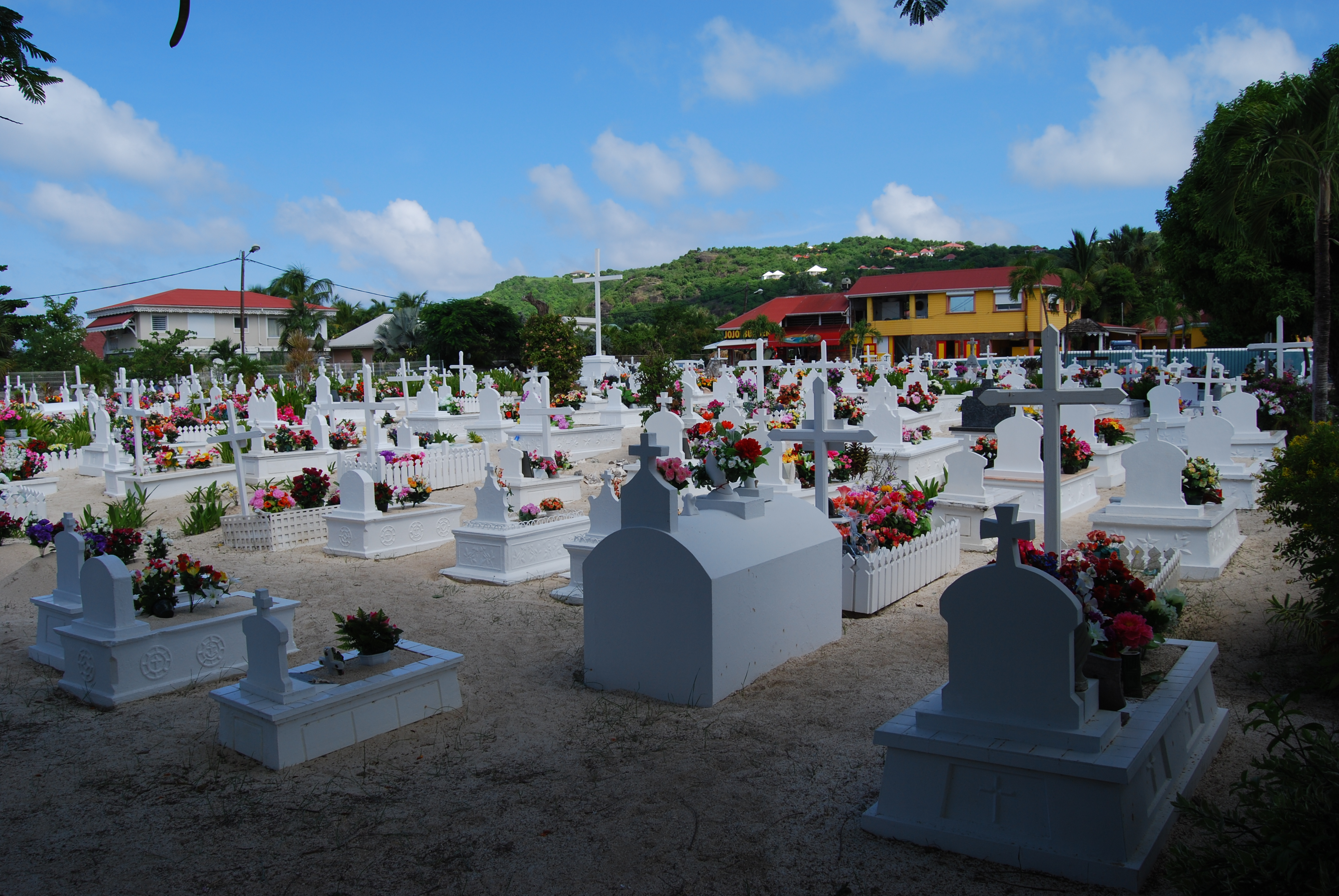
Cimetière de Lorient
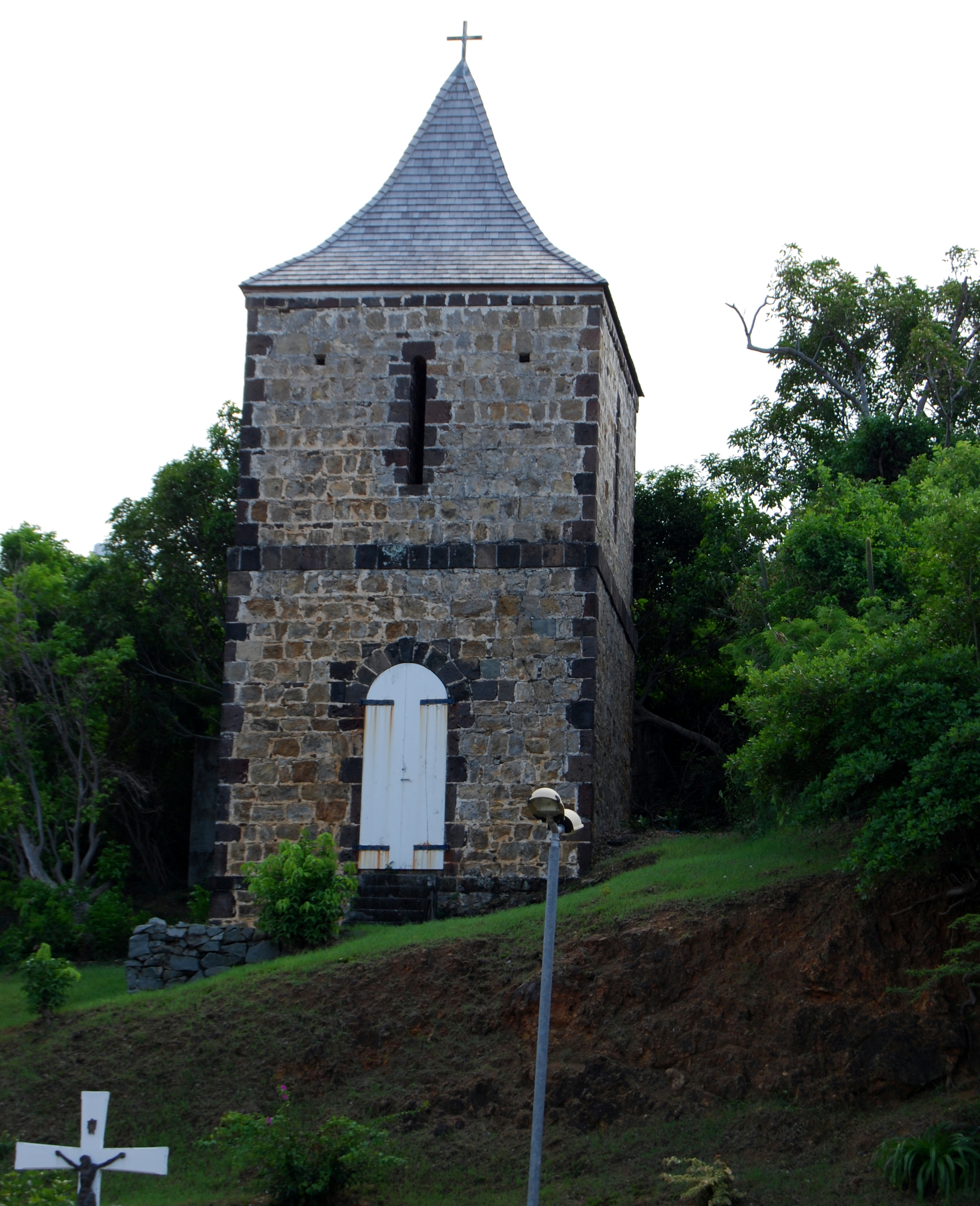
Clocher de Lorient